# Styphnolobium japonicum
La sófora (también llamada sofor, árbol de las pagodas y  falsa acacia del Japón) (Styphnolobium japonicum (sin. Sophora japonica), es un árbol leguminoso, oriundo del este de Asia (principalmente China, luego introducida en Japón). Es un árbol caducifolio ornamental, común en Europa y América, con unas características flores blancas que aparecen a fines del verano, cuando muchos otros árboles ya han perdido la flor.
Es, con Robinia pseudoacacia y Gleditsia triacanthos, una de las tres «falsas acacias» plantadas en muchas ciudades del mundo para adornar calles y parques.

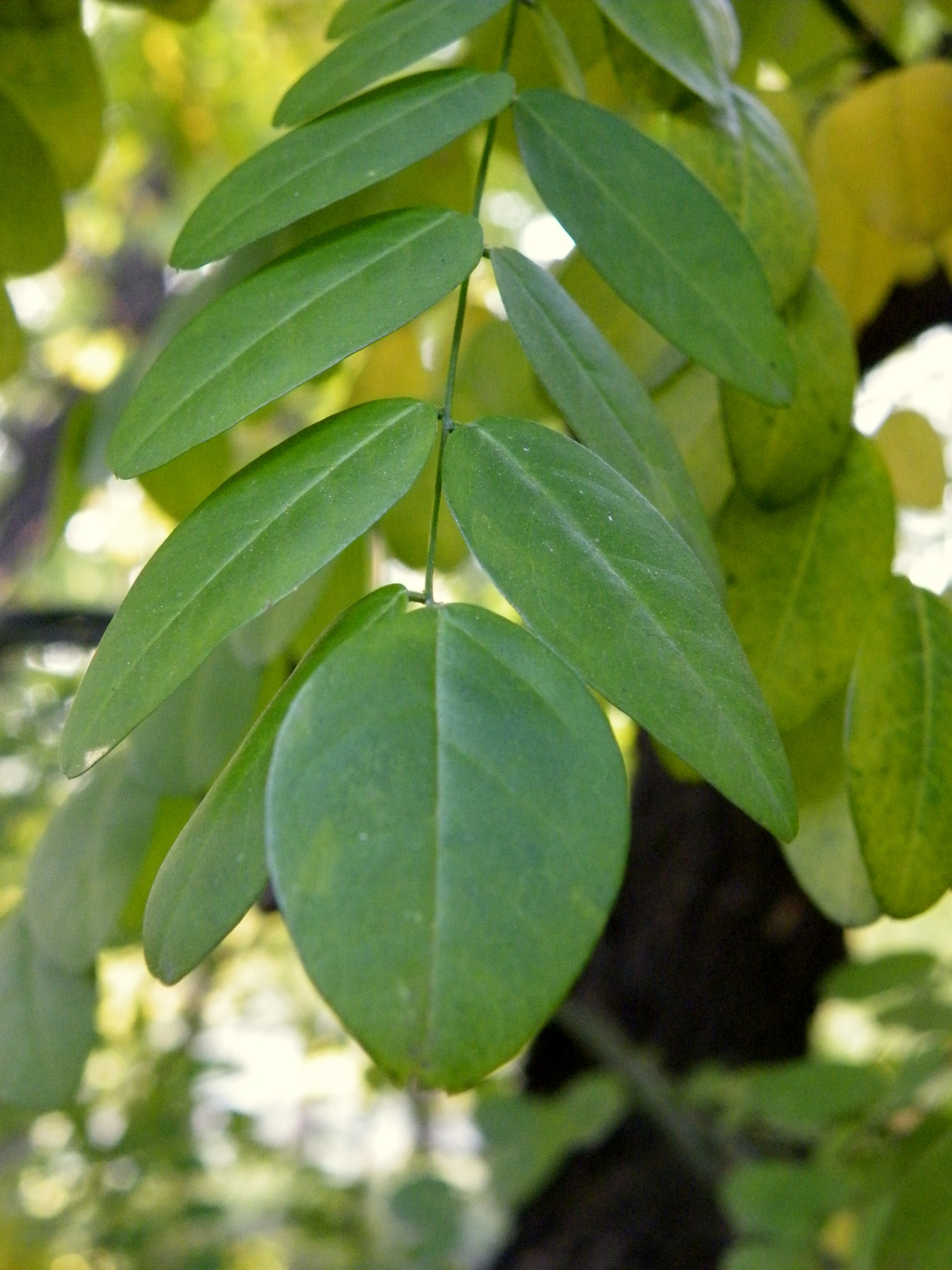
Hoja imparipinnada

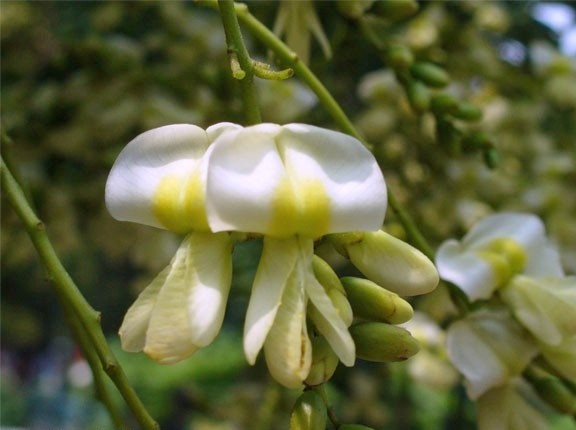
Flores.

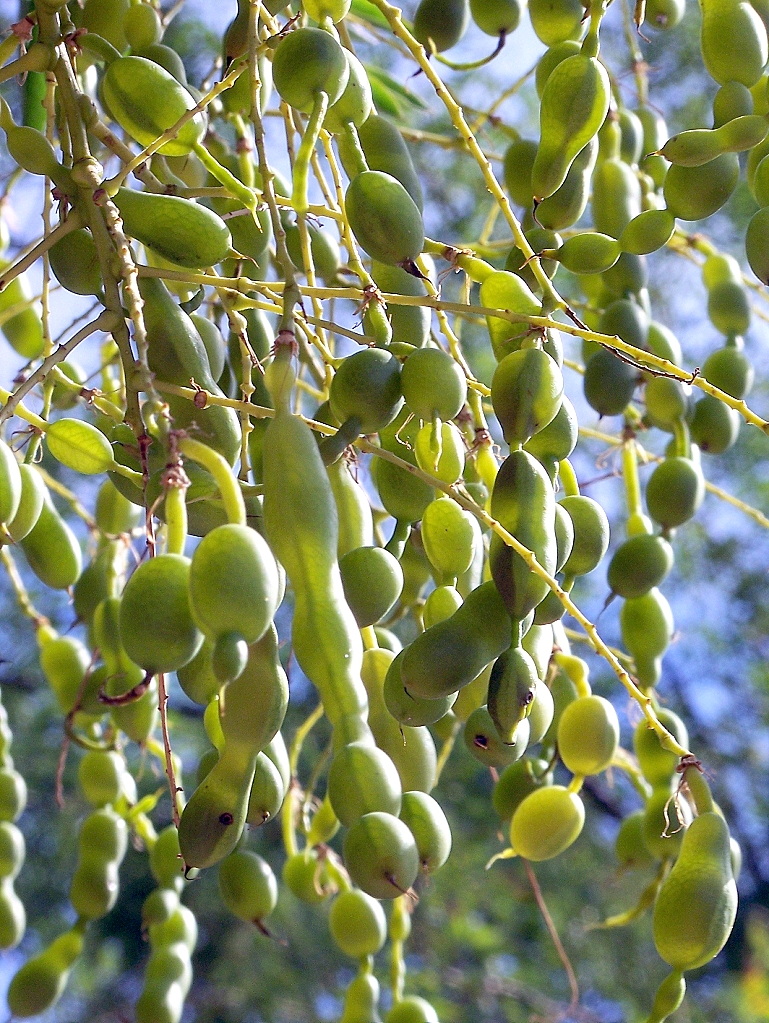
Frutos monoliformes inmaduros.

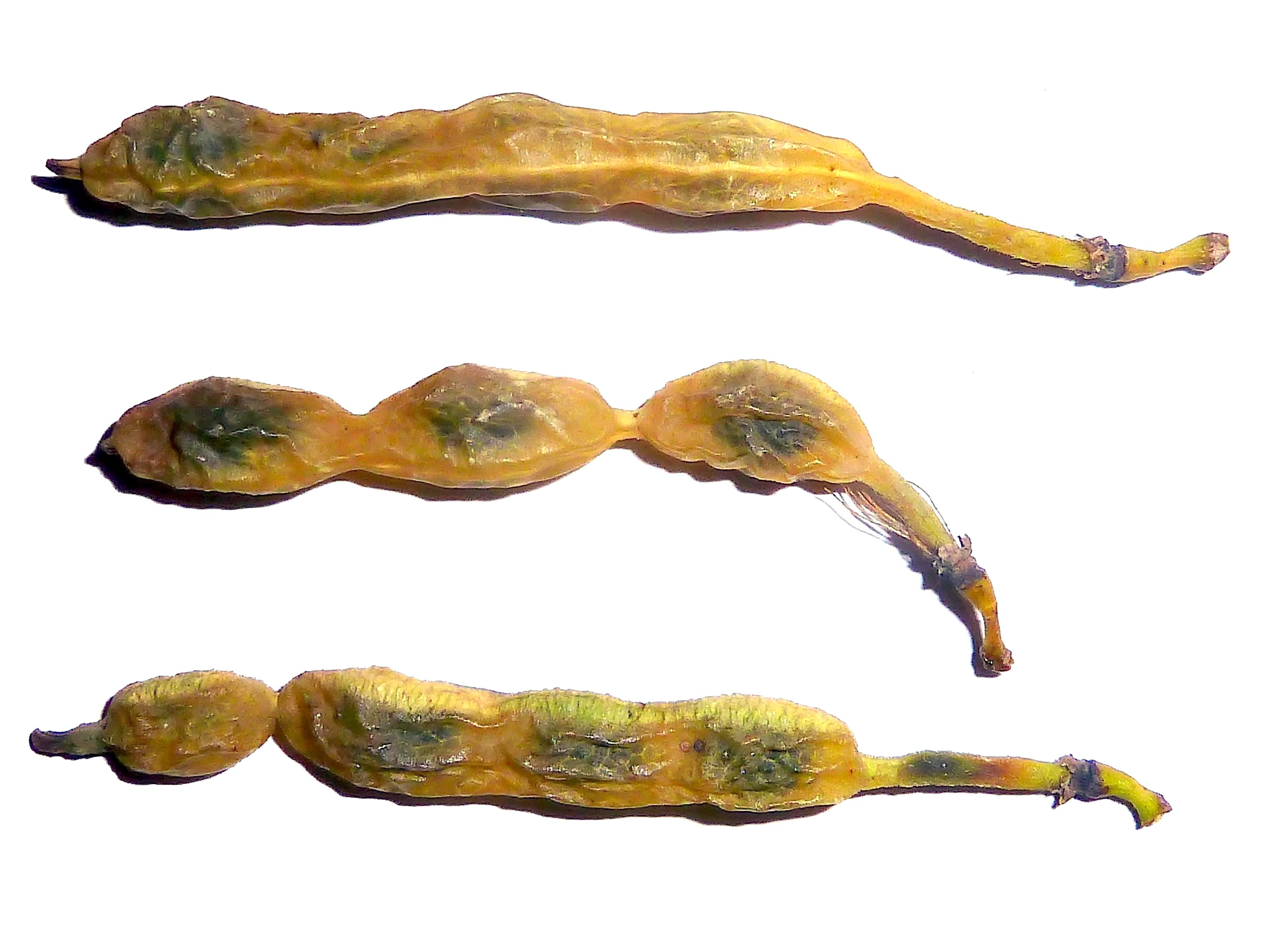
Legumbres monoliformes maduras.

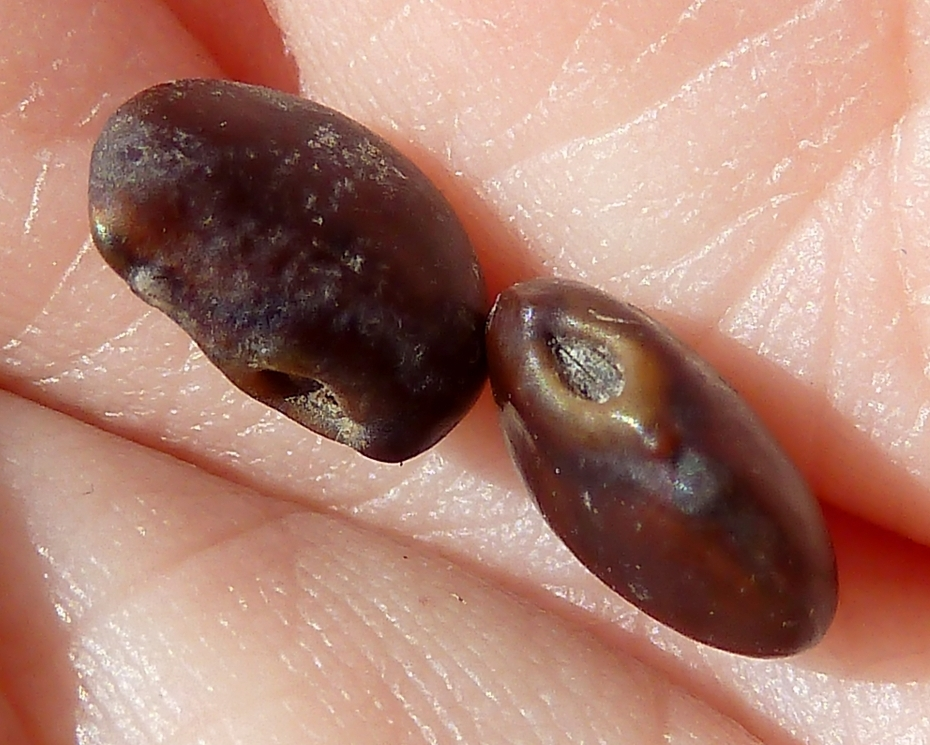
Semillas maduras sueltas, desprovistas de su envoltura carnoso-mucilaginosa: detalle e hilo lateral hundido.

## GéneroSophoravs.Styphnolobium
Ambos géneros están en la subfamilia Faboideae de la familia de leguminosas Fabaceae; formalmente hay sinonimia entre ambos géneros, pero las especies de Styphnolobium difieren de las de Sophora en haber perdido su habilidad de hacer simbiosis con las bacterias fijadoras de nitrógeno Rhizobia en sus raíces. Difieren del género relacionado Calia (frijolito) en ser caducifolios y en sus inflorescencias que son axilares, no terminales, en racimos péndulos.

## Descripción
Tiene fuste erecto, con semejanza a la Robinia, introducida en Europa hacia el siglo XVIII, crece lentamente de 5 a 10 m de altura, porte elegante, tronco con corteza arrugada según líneas tortuosas, ramas de ejemplares más jóvenes, son verde-brillante. Las hojas son compuestas imparipinadas de 4 a 10 folíolos de cada lado del raquis y un folíolo apical terminal, a menudo algo más grande que los laterales, con pelusa, oval-lanceoladas, agudas, verde-oscuras superiormente y glauco en el envés, márgenes enteros y nervaduras que se prolongan hasta el ápice. Las inflorescencias racemosas forman grandes panojas terminales de hasta 25 cm  con flores estivales de delicado perfume, colores blanco-cremosas; estas últimas tienen el cáliz pentadentado, y la corola con carena rodeado de 2 pétalos algo separados, 10 estambres libres y el ovario superior. El fruto es una legumbre indehiscente, péndula, de 3-6 cm de largo, carnosa-mucilaginosa, color verde-vítreo cuando inmadura, y que se torna rojizo y arrugada a maduración, con aspecto de rosario (monoliforme) por las numerosas constricciones que separan las semillas (en número de 1 a 6), que son ovoides algo arriñonadas, centimétricas, lisas y de color pardo muy oscuro, prácticamente negro, y con hilo lateral hundido. Dicho fruto aún no está maduro y se queda en el árbol cuando este último ya ha perdido su follaje a principios del invierno; maduran y caen algo más tarde. 
Comprende numerosas variedades hortícolas, como por ejemplo la Styphnolobium japonicum cv. Pendula.

## Distribución
Especie originaria del Este de Asia, plantada en la mayoría de las ciudades, lugares habitados, márgenes de carreteras y lugares ruderalizados.

## Usos
Es una especie emética.
Utilizada en la medicina tradicional china: es una de las 50 sustancias fundamentales.
Utilizada igualmente como flora apícola.

## Taxonomía

### Citología
- Número de cromosomas: 2n=28.[3]

### Taxones infraespecíficos
No hay ninguno aceptado.

## Sinonimia
- S. brachygyna C.Y. Ma
- Sophora griffithii subsp. korolkowii Yakovlev
- Sophora japonica L.
- Sophora korolkowii Dieck
- Sophora korolkowi Dieck ex Koehne
- Sophora pubescens Tausch
- Sophora sinensis Forrest[4]